# Katarzyna Figura

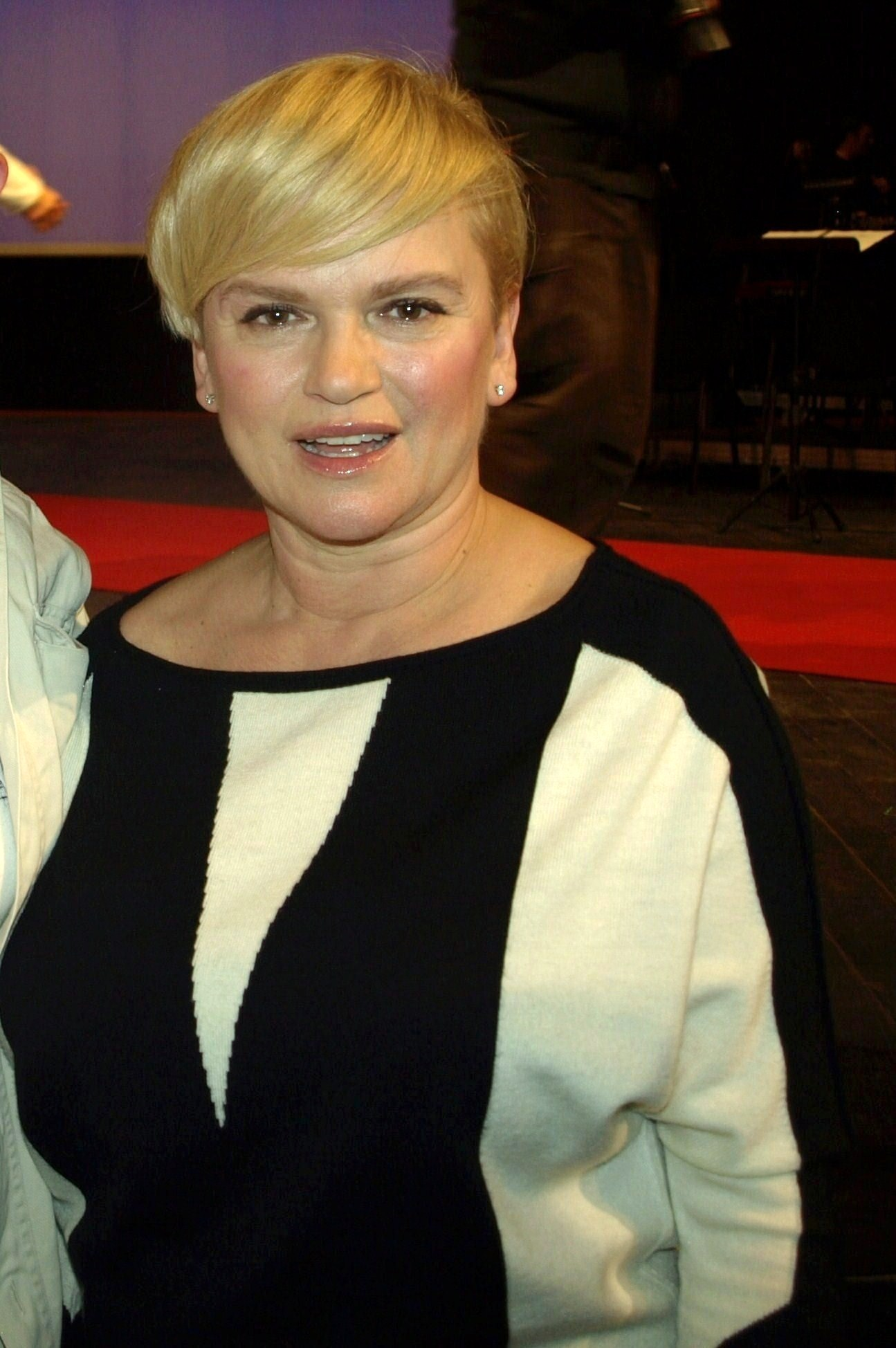
Katarzyna Figura (2014)

Katarzyna Figura (* 22. März 1962 in Warschau) ist eine polnische Schauspielerin.

## Leben
Katarzyna Figura absolvierte 1985 die Warschauer Schauspielakademie Państwowa Wyższa Szkoła Teatralna. In den Jahren 1985 bis 1988 arbeitete sie am Theater Teatr Współczesny in Warschau. Seit dem Ende der 1980er Jahre gehört sie zu den bekanntesten polnischen Schauspielerinnen, sie trat u. a. in den Komödien Kingsajz und Ein Zug nach Hollywood auf. Im Film Stimmen im Garten (1993) spielte sie neben Anouk Aimée; im Film Prêt-à-Porter (1994) spielte sie eine Nebenrolle neben Marcello Mastroianni, Kim Basinger, Tim Robbins und Julia Roberts; im Film Der Pianist (2002) spielte sie neben Adrien Brody eine kleine Nebenrolle. Einer ihrer wichtigsten Filme war die Verfilmung der Erzählung Żurek von Olga Tokarczuk 2003, für den sie ein Jahr später mit dem Polnischen Filmpreis als Beste Hauptdarstellerin geehrt wurde.
Katarzyna Figura zierte das Cover der April-Ausgabe des polnischen Playboy-Magazins im Jahr 1997. In dem Heft findet sich jedoch keine „klassische“ Bilderstrecke von Katarzyna Figura, sondern ein längeres Interview mit ihr nebst einigen erotischen, jedoch nicht freizügigen Bildern.
Figura war zweimal verheiratet und hat aus den beiden Ehe insgesamt drei Kinder.

## Filmografie (Auswahl)
- 1983: Vorsehung (Przeznaczenie)
- 1987: Ein Zug nach Hollywood (Pociąg do Hollywood)
- 1988: King Size (Kingsajz)
- 1989: Der Furchtlose (Nebojsa)
- 1990: Herzflattern (Near Mrs.)
- 1990: Schwein gehabt (Swinka)
- 1991: Kommissar Navarro – Der Tote aus der Vergangenheit (Le système Navarro: Un mort sans avenir)
- 1993: SEX-trem (The Washing machine)
- 1993: Fatal Past
- 1993: Stimmen im Garten (Voices in the Garden)
- 1993: Die Waschmaschine (Vortice mortale)
- 1994: Prêt-à-Porter
- 1995: Too Fast Too Young
- 1997: Autoportret z kochanką
- 1997: Liebesgeschichten (Historie miłosne)
- 1997: Killer (Kiler)
- 1998: Prostytutki
- 1998: Zloto dezerterów
- 1999: Kilerów 2-óch
- 1999: Ajlawju
- 2000: Zakochani
- 2001: Stacja
- 2002: Kariera Nikosia Dyzmy
- 2002: Der Pianist (Pianista)
- 2002: Zemsta
- 2003: Żurek
- 2003: Ubu król
- 2006: Wszyscy jestesmy Chrystusami
- 2006: Summer Love
- 2008: To nie tak jak myslisz, kotku
- 2009: Kochaj i tancz
- 2010: Cudowne lato
- 2011: Och, Karol 2
- 2011: Wyjazd integracyjny
- 2012: Yuma
- 2012: Bejbi blues
- 2015: Panie Dulskie
- 2015: Slaba plec?
- 2017: Papierowe gody
- 2017: Ach spij kochanie
- 2018: 7 Emotions (7 uczuc)
- 2019: Nerd
- 2020: Der Masseur (Never Gonna Snow Again)
- 2021: Dziewczyny z Dubaju